# Dasycyrton coquimbensis
Dasycyrton coquimbensis là một loài ruồi trong họ Asilidae. Dasycyrton coquimbensis được Artigas miêu tả năm 1970.